# Anomaly
Anomaly  ist das dritte Soloalbum des US-amerikanischen Gitarristen Ace Frehley.  Er hatte als Mitglied von Kiss 1978 ein erfolgreiches Soloalbum herausgebracht, nach seinem Ausstieg aus der Band im Jahr 1982 hatte er zusammen mit dem Bassisten John Regan die Gruppe Frehley’s Comet gegründet und zwei Studioalben und ein Livealbum veröffentlicht. 1989 veröffentlichte er mit Trouble Walkin’  ein weiteres Soloalbum.

## Entstehungsgeschichte
Bei der Aufzeichnung von Kiss Unplugged im Jahr 1995 hatten die Gründungsmitglieder der Gruppe erstmals seit 1980 wieder gemeinsam auf einer Bühne gestanden, wobei Peter Criss und Ace Frehley jedoch nur Gäste der damals aktuellen Besetzung von Kiss waren. In der Folge kam es jedoch zu Verhandlungen über ein Comeback der Originalbesetzung, Criss und Frehley stiegen wieder bei Kiss ein. Zwischen 1996 und 2002 nahm Frehley mit Kiss das Album Psycho Circus auf und absolvierte drei Tourneen, bevor er die Gruppe 2002 nach der Farewell Tour wieder verließ. In den folgenden Jahren trat Frehley öffentlich kaum in Erscheinung. 2006 überwand er seine Alkohol- und Drogenabhängigkeit, 2007 begann er mit den Aufnahmen für Anomaly.
Frehley gab in Interviews an, dass er sich musikalisch vor allem von seinem 1978 veröffentlichten Soloalbum habe leiten lassen. Er arbeitete erstmals mit Pro Tools, einem digitalen Aufnahmeverfahren.
Einen Großteil der Instrumente spielte Frehley selbst. So nahm er bei einzelnen Titeln den Bass, die Rhythmus-, Lead- und Akustikgitarren auf, auch die eingesetzten Gitarrensynthesizer wurden von ihm gespielt. Außerdem entwarf er das Albumcover und dessen Layout.
Weitere Musiker, die am Album mitwirkten, waren die Schlagzeuger Scot Coogan, Brian Tichy und Anton Fig, der Bassist Anthony Esposito (Lynch Mob), und der Gitarrist Derrek Hawkins. Die Tochter des Sängers Meat Loaf, Pearl Aday, sowie Kari Kimmel, Scot Coogan und Co-Produzent Marti Frederiksen steuerten Backing Vocals bei.
Wie schon auf dem Debütalbum seiner Band Frehley's Comet (Rock Soldiers) verarbeitete Frehley auf Anomaly auch autobiographische Themen. Der Song A Little Below the Angels thematisiert Frehleys Alkoholabhängigkeit, ihre Überwindung und seine Verfassung im nüchternen Zustand.

## Rezeption
Anomaly wurde am 27. Oktober 2009 veröffentlicht und erreichte Platz 27 der Billboard 200. Auch von der Kritik wurde das Album angenommen.
- Rocks schrieb: „Welch ein großartiger Gitarrist er immer noch ist, beweisen die beiden Instrumentals ›Space Bear‹ und der vierte Teil von ›Fractured‹, ›Fractured Quantum‹ betitelt. Kein überragendes Comeback, aber grundsolide.“[3]
- Stringworks.ch merkte an: „Insgesamt liefert Ace Frehley mit ›Anomaly‹ eine solide Arbeit ab. Zwar kann Frehley mit seiner Gitarrenarbeit überzeugen. Den Songs fehlt es jedoch teilweise an Würze und Eigenständigkeit. Für Fans von klassischen Hardrock-Elementen anno 70er/80er-Jahre dennoch eine lohnenswerte Scheibe.“[4]
- Metal-District.de meinte: „Das Meisterstück von 1978 wird zwar nicht angegriffen, aber mit den Veröffentlichungen der 80er kann ›Anomaly‹ auf jeden Fall mithalten.“[5]
- Metal Hammer stellte fest, Frehley zeige auf Anomaly „nichts Außerirdisches oder Unnormales“, sondern versuche „sich beispielsweise in einer Neuauflage von Fox On The Run, dem absoluten No-Go für semiprofessionelle Top40-Bands,“ und ergehe sich „ansonsten in künstlerischen Trivialitäten.“ Das Album sei „nicht unbedingt schlecht, aber allenfalls für Kiss-Jünger ein Pflichtkauf.“[6]

## Titelliste
Alle Songs geschrieben von Ace Frehley, Ausnahmen sind aufgeführt.
1. "Foxy & Free" – 3:43
2. "Outer Space" (Jesse Mendez, David Askew, Frehley)[8] – 3:48
3. "Pain in the Neck" – 4:18
4. "Fox on the Run" (Andy Scott, Brian Connolly, Steve Priest, Mick Tucker) – 3:34
5. "Genghis Khan" – 6:08
6. "Too Many Faces" – 4:22
7. "Change the World" – 4:11
8. "Space Bear" – 5:24
9. "A Little Below the Angels" – 4:17
10. "Sister" – 4:48
11. "It's a Great Life" – 4:00
12. "Fractured Quantum" – 6:19
13. "The Return of Space Bear"